# Franz de Paula Adam von Waldstein
Franz de Paula Adam Norbert Wenzel Ludwig Valentin von Waldstein est un militaire, un explorateur et naturaliste autrichien, né le 14 février 1759 à Vienne et mort le 24 mai 1823.

## Biographie
Il est marié avec Karolina Ferdinandi (1777-1844). Ce militaire prend part à la guerre contre les Turcs et à la campagne de Russie. Il se consacre, à partir de 1789 à la botanique et voyage avec Pál Kitaibel à travers la Hongrie. Son herbier est déposé à Prague.
Il est notamment l'auteur, avec Kitaibel, de Francisci comitis Waldstein,… et Pauli Kitaibel,… Descriptiones et icones plantarum rariorum Hungariae (M.A. Schmidt, Vienne, trois volumes, 1802-1812).